# Jon Potter
Jonathan Nicholas Mark (Jon) Potter (Paddington, 19 november 1963) is een hockeyer uit het Verenigd Koninkrijk. Potters positie was centrale verdediger. Potter speelde 69 interlands voor het Engelse elftal en ook nog 84 interlands voor Britse hockeyelftal. 
Potter won met de Britse ploeg in 1984 de bronzen medaille op de spelen van Los Angeles. Twee jaar later verloor Potter met de Engelse ploeg de finale van het wereldkampioenschap van Australië. Een jaar later verloor Potter wederom een finale ditmaal van het Europees kampioenschap van Nederland. Potter behaalde zijn grootste succes met het winnen van olympisch goud in Seoel.

## Erelijst
- 1984 -  Olympische Spelen in Los Angeles
- 1984 -  Champions Trophy mannen in Karachi
- 1985 -  Champions Trophy mannen in Perth
- 1986 -  Wereldkampioenschap in Londen
- 1986 - 4e Champions Trophy in Karachi
- 1987 - 4e Champions Trophy in Amstelveen
- 1987 -  Europees kampioenschap in Moskou
- 1988 -  Olympische Spelen in Seoel
- 1990 - 5e Wereldkampioenschap in Lahore
- 1990 - 6e Champions Trophy in Melbourne
- 1991 -  Europees kampioenschap in Parijs
- 1992 - 6e Olympische Spelen in Barcelona